# Адлер, Александр
Алекса́ндр А́длер (фр. Alexandre Adler; 23 сентября 1950, VIII округ Парижа, Париж — 18 июля 2023, XV округ Парижа) — французский историк, журналист и эксперт по геополитике стран бывшего СССР и Ближнего Востока.
Кавалер Ордена Почётного легиона (2002). Маоист в юности, впоследствии А. Адлер вступил в Компартию Франции. В 1970 году вслед за своей женой Бландин Кригель (дочерью коммуниста — участника движения французского Сопротивления Мориса Кригель-Валримона) стал идеологически близок к американским неоконсерваторам. Адлер является также советником Роже Кукиерманна — председателя Совета представителей еврейских организаций Франции (CRIF, фр. Conseil Représentatif des Institutions juives de France).

## Биография
Родился в 1950 году в Париже в еврейской семье из Германии. Адлер является выпускником École normale supérieure (1969—1974). После сотрудничества с французской ежедневной газетой Libération (1982—1992), Адлер пошёл дальше и стал редакционным директором Courrier International (1992—2002). Адлер работал над редакционной статьей французской ежедневной газеты Le Monde и сотрудничал с несколькими французскими еженедельниками, в том числе Le Point и L’Express. Входил в редколлегию консервативной французской газеты Le Figaro.

## Политическая позиция
Адлер был одним из немногих французских интеллектуалов, защищавших кандидатуру Джорджа Буша-младшего в борьбе против Альберта Гора во время президентских выборов 2000 года. Он квалифицировал альтермондиалистское движение как «врага свободы» и поддерживал как войну в Афганистане, так и войну в Ираке. Его позиции иногда приводили к полемике, например, он квалифицировал журналиста радио France Inter Даниэля Мермета как «брежневского журналиста», главу газеты Politis Бернара Ланглуа как «отвратительного журналиста» ( журналист répugnant ) и Рони Брауман , бывший президент Médecins Sans Frontières France, назван «еврейским предателем» из-за его критики Израиля и политики США.